# Batalla de Denain
La batalla de Denain fue un enfrentamiento militar librado en el marco de la guerra de sucesión española, el 24 de julio de 1712, cerca de Denain, en que se enfrentaron la tropas francesas, al mando del duque Claude Louis Hector de Villars, contra  las de las Provincias Unidas y de Austria, comandadas por Arnold van Keppel, Conde de Albemarle, con el resultado final de una victoria decisiva del ejército borbónico francés sobre las fuerzas miliares del Sacro Imperio Romano Germánico.

## Antecedentes
En 1711 las fuerzas aliadas atacaron los fuertes que protegían la vulnerable frontera Norte de Francia, la línea formada entre Lille, Tournai, Mons y Aire-Béthune-Douai-Bouchain. 
En la primavera de 1712, el príncipe Eugenio de Saboya planifió una gran ofensiva final con 120,000 a 130,000 soldados esperaba conseguir una paz ventajosa ante Francia. 
Las fuerzas de Eugenio de Saboya estaban bien suministradas por depósitos de armas ubicados a orillas de los ríos Escalda y Scarpe. 
El Príncipe Eugenio de Saboya retaría al Duque de Villars a dar  batalla campal, lo cual no resultó, por lo que el Príncipe atacó las líneas defensivas francesas en el río Sambre. Villars, con apenas unos 70,000 a 90.000 combatientes, y tomó posiciones entre los ríos Cambrai, Arras y Landrecies.
En mayo de 1812 Saboya salió de Tournai y a finales del mes siguiente empezaba el asedio de Le Quesnoy, fuerte que se rindió rápidamente el 4 de julio. De inmediato continuó a Landrecies, la última fortaleza que bloqueaba el avance aliado por la cuenca del río Oise.

## Retirada británica
Sin embargo, en abril el nuevo gobierno británico Tory reemplazó al duque de Marlborough, John Churchill, por el duque de Ormonde, James Butler, quien recibió órdenes de no involucrarse en batalla o asedios el 10 de mayo. Ante esto, los neerlandeses propusieron desarmar a los soldados de origen británico, pero Eugenio lo rechazó después de considerarlo brevemente. 
38 /> y Ormonde se retiró al Norte a Gante y Brujas, dejando solo al Príncipe Eugenio. 
El 22 de junio de 1712 Luis XIV de Francia aceptó las propuestas británicas y en consecuencia, el embajador británico en los Países Bajos, Thomas Wentworth, dejó La Haya para unirse al ejército el 9 de julio de 1712, llegando tres días después para avisar al Duque de Ormonde de la suspensión de hostilidades.
Por lo que la Corona Británica decidió apartarse del conflicto, ya que éste con convenía ni a sus intereses militares ni mucho menos los políticos; por lo mismo el 16 de julio de 1712 Londres y Versalles terminaron firmando una paz con la Corona Francesa por separada pero los 50,000 auxiliares mercenarios alemanes contratados por la Corona Británica se negaron a seguirl, pues retirare significaba el fin de sus contratos militares, y por lo mismo siguieron a lado de los imperialistas, en este sentido e probble que los británicos hubiesen considerado que con la participación de los mercenarios alemanes habrían de contribuir a una victoria imperial, sin que ellos, los británicos, moviesen un mano, a la vez de que también quedaban en buenos términos con los franceses, y considerando el caso de una derrota imperialista, como fue lo que ocurrió, seguiría estando en buenos términos con los franceses.
Al mismo tiempo, el Monarca Francés ordenó al gobernador de Dunquerque evacuar la fortaleza e informó al duque que podía ocuparla y destruir las defensas. El 19 de julio los británicos ocuparon dichas fortalezas.

## Campaña
Esto significó que austriacos y neerlandeses debían repartirse en mitades los costos de las operaciones, lo que friccionó sus relaciones. Estos últimos se negaron a sufragar los costes de traslado del principal depósito aliado en Marchiennes a cerca de Le Quesnoy, lo que forzó al Príncipe Eugenio a extender más sus líneas de suministro.
El príncipe Eugenio siguió la campaña y el 18 de julio empezó a asediar Landrecies. Para defender mejor estas líneas, el príncipe saboyano hizo construir un sistema doble de trincheras en las orillas del Escalda, con base en Denain, ciudad que dejó guarnecida por 20 batallones de infantería y 23 escuadrones de caballería neerlandeses al mando del conde Albemarle.

## Batalla
Villars concentró sus fuerzas en Le Cateau y en la noche del 23 de julio cruzaron el Escalda al norte de Denain. A las 13:00 horas del día siguiente, cuarenta batallones franceses formados en 14 líneas y 25 espacios intervalos precedidos por granaderos y con doce batallones y un cañón en reserva asaltaron las líneas neerlandesas.
Los franceses se aproximaron lentamente mientras los neerlandeses les esperaban en sus trincheras formados en tres líneas de mosquetes apoyados por seis piezas de artillería. Cuando los atacantes estaban a veinte pasos y los defensores podían oírlos claramente aproximarse y repartirse órdenes comenzó la batalla. En un instante 1.200 franceses cayeron y los tres batallones al frente fueron masacrados. Sin embargo, el humo causado por el masivo uso de pólvora envolvió el campo de batalla, permitiendo a los franceses escalar las posiciones neerlandesas y cuando se disipó, empezó una feroz lucha cuerpo a cuerpo en las trincheras. Finalmente, los abrumados defensores se retiraron en desorden de Denain por los puentes que atravesaban los pantanos cercanos, pero estos colapsaron por el peso y muchos se ahogaron.
El príncipe Eugenio observó todo desde un punto elevado en la orilla sur. Envió catorce batallones de refuerzo, pero la reserva francesa los repelió. A la vez, sus exploradores reportaron que la guarnición enemiga de Valenciennes se aproximaba a marchas forzadas. El príncipe decidió retirarse, tratando de dejar libre el camino a las fuerzas en retirada y concentrar a los sobrevivientes cerca de Marchiennes.

## Consecuencias
Según los partes oficiales de París, los franceses perdieron 500 soldados y sus enemigos 8,000, aunque las cifras son cuestionables.
Villars se aprovechó del rompimiento de la línea aliada entre los ríos Escalda y  Scarpe (25-26 de julio de 1612), capturar Marchiennes (30 de julio) y rodear Douai (31 de julio de 1612). Eugenio no podía hacer nada, y se retiró detrás del Escalda, cerca de Tournai. Villars siguió con la reconquista de Douai (8 de septiembre), Le Quesnoy (8 de octubre) y Bouchain (19 de octubre de 1612).
Así, al acabar el año de 1612 los neerlandeses estaban aterrados por la destrucción de 27 de sus mejores batallones, debido a la retirada británica de la guerra lo que permitió a los franceses la destrucción de las líneas de suministros de los aliados del Sacro Imperio Romano Germánico.
Al final del año, los franceses habían conseguido recuperar las posiciones defensivas en su frontera de Flandes. Napoleón Bonaparte diría que con su victoria, Villars «salvó a Francia».